# Bresnica, Ormož
Bresnica este o localitate din comuna Ormož, Slovenia, cu o populație de 237 de locuitori.